# Borís Kagarlitski
Borís Yúliyevich Kagarlitski (en ruso: Борис Юльевич Кагарлицкий, nacido el 29 de agosto de 1958 en Moscú) es un teórico marxista y sociólogo ruso. Es coordinador del proyecto Crisis Global del Transnational Institute y director del Instituto de la Globalización y Movimientos Sociales (IGSO) de Moscú.

## Actividades políticas
En los años setenta, Borís Kagarlitski estudió crítica teatral en el Instituto ruso de arte teatral (GITIS), hasta que fue expulsado por ‘actividades de disidencia’ en 1980. Su trabajo como editor de la revista Levy povorot del Samizdat, entre 1978 y 1982, y sus colaboraciones en la revista Varianty del Samizdat durante esos mismos años lo llevaron a dos años de prisión por actividades ‘antisoviéticas’ en 1982. Tras ser liberado, publicó su primer libro, The Thinking Reed: Intellectuals and the Soviet State From 1917 to the Present, con el que ganó el galardón Deutscher Memorial Prize en 1988. 
En 1988, tras la llegada de Mijaíl Gorbachov y la perestroika , se le permitió reanudar sus estudios en el GITIS, donde se licenció aquel mismo año, en que también se convirtió en coordinador del Frente Popular de Moscú. En 1990, fue elegido diputado del consejo municipal de Moscú y miembro de la ejecutiva del Partido Socialista de Rusia. En octubre de 1992, fue cofundador del Partido del Trabajo. En octubre de 1993, fue arrestado, junto con otros dos miembros de su partido, por su oposición al entonces presidente Borís Yeltsin durante la crisis constitucional de septiembre-octubre, pero fue liberado al día siguiente debido a las protestas internacionales. Aquel mismo año, su empleo y el consejo municipal de Moscú desaparecieron bajo la nueva constitución de Yeltsin. Borís Kagarlitski relató aquellos acontecimientos y sus experiencias en el libro Square Wheels: How Russian Democracy Got Derailed. 
En los últimos años, Kagarlitski se ha vinculado estrechamente al Partido Comunista de Gran Bretaña y escribe asiduamente artículos sobre la vida política y económica de la Rusia contemporánea y sobre la situación de la izquierda y los movimientos sindicales en el país para publicaciones como Weekly Worker, The Moscow Times, Eurasian Home o ZNet. También ha publicado artículos en International Socialism, Nóvaya Gazeta, The Progressive, Red Pepper, y Green Left Weekly.

## Trayectoria académica
Entre 1994 y 2002, Borís Kagarlitski fue investigador asociado del Instituto de Estudios Políticos Comparativos de la Academia de Ciencias de Rusia (ISP RAN). Obtuvo el doctorado en 1995 con una tesis titulada Acciones colectivas y políticas laborales en la Rusia de los años noventa, y ha trabajado como profesor de Ciencias Políticas en la Universidad Estatal de Moscú, la Escuela de Ciencias Económicas y Sociales de Moscú y el Instituto de Sociología de la Academia de Ciencias de Rusia.
En 2005 fue editor fundador de la colección de libros Lucha de clases (Klassenkampf; co-ed. Aleksandr Tarásov).

## Libros
- The Thinking Reed: Intellectuals and the Soviet State from 1917 to the Present (1988)
- The Dialectic of Change (1989)
- Farewell Perestroika: A Soviet Chronicle (1990)
- Disintegration of the Monolith (1993)
- Square Wheels: How Russian Democracy Got Derailed (1994)
- The Mirage of Modernization (1995)
- Restoration in Russia (1995)
- Globalization and Its Discontents: The Rise of Postmodern Socialisms (1996, con Roger Burbach y Orlando Nuñez)
- New Realism, New Barbarism: Socialist Theory in the Era of Globalization (1999)
- The Twilight of Globalization: Property, State and Capitalism (1999)
- The Return of Radicalism: Reshaping the Left Institutions (2000)
- Russia under Yeltsin and Putin: Neo-liberal Autocracy (2002)
- The Politics of Empire: Globalisation in Crisis (2004, coeditado con Alan Freeman)
- The Revolt of the Middle Class (2006)
- Empire of the Periphery: Russia and the World System (2008)